# Christine Lienemann-Perrin
Christine Lienemann-Perrin (* 19. Dezember 1946 in Biel) ist eine Schweizer Theologieprofessorin.
Lienemann-Perrin machte von 1963 bis 1967 eine Ausbildung zur Primarlehrerin in Thun. Von 1967 bis 1972 studierte sie Evangelische Theologie in Bern und Montpellier. 1976 wurde sie durch die Theologische Fakultät der Universität Heidelberg promoviert. Von 1977 bis 1985 war sie Wissenschaftliche Referentin der Forschungsstätte der Evangelischen Studiengemeinschaft (FEST) in Heidelberg. 1990 erfolgte die Habilitation durch die Theologische Fakultät der Universität Heidelberg für das Fach Missionswissenschaft mit einer Arbeit über Die politische Verantwortung der Kirchen in Südkorea und Südafrika. Von 1992 bis 2010 lehrte sie als Professorin für Ökumene, Mission und interkulturelle Gegenwartsfragen an der Theologischen Fakultät der Universität Basel.
Sie ist verheiratet mit dem Theologieprofessor Wolfgang Lienemann. Zu ihren Schülern gehört Heike Walz.

## Veröffentlichungen (Auswahl)
- Mission und interreligiöser Dialog. Göttingen 1999.
- Die politische Verantwortung der Kirchen in Südkorea und Südafrika. München 1992.
- Training for a Relevant Ministry. A Study of the Work of the Theological Education Fund. Madras/Genf 1981.
- Metamorphosen des Weltchristentums, ökumenische Theologie in globaler Perspektive, Kohlhammer, Stuttgart 2023

Als Herausgeberin
- mit Wolfgang Lienemann: Kirche und Öffentlichkeit in Transformationsgesellschaften. Kohlhammer, Stuttgart 2006.
- mit Wolfgang Lienemann: Religiöse Grenzüberschreitungen. Studien zu Bekehrung, Konfessions- und Religionswechsel = Crossing religious border. Harrassowitz, Wiesbaden 2012.